# まいにちフランス語
『まいにちフランス語』（まいにちふらんすご）は、フランス語学習者のためのラジオ番組。NHKラジオ第2放送で放送されている、NHK語学番組のひとつ。2008年度から放送。
前身の『フランス語講座』が月曜日〜土曜日の20分番組だったのに対し、『まいにちフランス語』は月曜日〜金曜日の15分番組となっている。
また、2014年度まで放送された『アンコールまいにちフランス語』という番組では、かつて放送したものを再放送している（ただし、2008年度と2009年度は『フランス語講座』の再放送）。
なお、テキストについては前身の『NHKラジオフランス語講座』から巻数が継続されており、『まいにちフランス語』の2008年度のテキスト4月号〜3月号は第59巻第1〜12号となっている。

## 放送時間
※放送開始が3月・6月・9月・12月の最終週の場合でも、放送月を4月・7月・10月・1月からと表記しています。
- 2009年4月〜2010年3月
  - まいにちフランス語
    - 月〜金: 午前7時30分 - 午前7時45分
    - 月〜金: 午後1時35分 - 午後1時50分（同日放送分の再放送）
- 2008年4月〜2009年3月
  - まいにちフランス語
    - 月〜金: 午前7時30分 - 午前7時45分
    - 月〜金: 午後1時20分 - 午後1時35分（同日放送分の再放送）
- 2010年4月〜2011年3月
  - まいにちフランス語
    - 月〜金: 午前7時30分 - 午前7時45分
    - 月〜金: 午後1時35分 - 午後1時50分（同日放送分の再放送）
    - 土: 午前10時45分 - 12時00分（1週間分の再放送）

  - アンコールまいにちフランス語
    - 月〜金: 午前11時00分 - 午前11時15分
- 2011年4月〜2012年3月
  - まいにちフランス語
    - 月〜金: 午前7時30分 - 午前7時45分
    - 月〜金: 午後1時35分 - 午後1時50分（同日放送分の再放送）

  - アンコールまいにちフランス語
    - 月〜金: 午前11時00分 - 午前11時15分
- 2012年4月〜2015年3月
  - まいにちフランス語
    - 月〜金: 午前7時30分 - 午前7時45分
    - 月〜金: 午後2時30分 - 午後2時45分（同日放送分の再放送）

  - アンコールまいにちフランス語
    - 月〜金: 午前11時00分 - 午前11時15分
- 2015年4月〜2024年3月
  - まいにちフランス語
    - 月〜金: 午前7時30分 - 午前7時45分
    - 月〜金: 午後2時30分 - 午後2時45分（同日放送分の再放送）
    - 月〜金: 午前11時00分 - 午前11時15分（前週放送分の再放送）
- 2024年4月〜2025年3月
  - まいにちフランス語
    - 月〜金: 午前7時30分 - 午前7時45分
    - 月〜金: 午前11時00分 - 午前11時15分（同日放送分の再放送）
    - 月〜金: 午後2時30分 - 午後2時45分（同日放送分の再放送）
- 2025年4月〜現在
  - まいにちフランス語
    - 月〜金: 午前7時30分 - 午前7時45分
    - 月〜金: 午前10時30分 - 午前10時45分（同日放送分の再放送）
    - 月〜金: 午後2時30分 - 午後2時45分（同日放送分の再放送）

## 放送内容・講師（メイン）・講師（パートナー）
- 週の前半は、入門編・初級編。週の後半は、中級編・応用編。
- 放送開始が3月・6月・9月・12月の最終週の場合でも、放送月を4月・7月・10月・1月からと表記しています。

### まいにちフランス語
| 年度     | 時期 | 曜日   | レベル | 月        | 題                                                                           | 講師（メイン）                                | 講師（パートナー）                                                | 新作・再放送                                                               |
| -------- | ---- | ------ | ------ | --------- | ---------------------------------------------------------------------------- | --------------------------------------------- | ----------------------------------------------------------------- | -------------------------------------------------------------------------- |
| 2008年度 | 前半 | 月-水  | 初級編 | 4月-9月   | ナミのおいしいパリ日記                                                       | 清岡智比古                                    | レナ・ジュンタ                                                    | 新作                                                                       |
| 2008年度 | 前半 | 木・金 | 中級編 | 4月-6月   | ディアローグ三銃士 〜もっと伝わる会話術〜                                    | セドリック・リヴォー                          | 明石伸子                                                          | 新作                                                                       |
| 2008年度 | 前半 | 木・金 | 中級編 | 7月-9月   | ディアローグ三銃士 〜もっと伝わる会話術〜                                    | セバスティアン・ジャフレド ガエル・クレピュー | 常盤遼子 西川葉澄                                                 | 新作                                                                       |
| 2008年度 | 後半 | 月-水  | 入門編 | 10月-3月  | さくらとジュリアンのJAPONウォッチング                                        | 藤田裕二                                      | シルヴィ・ジレ＝鈴木（ゲスト）                                    | 2007年4月-9月の「フランス語講座」の再構成                                  |
| 2008年度 | 後半 | 木・金 | 応用編 | 10月-12月 | A table! 〜文と語彙を料理する〜                                              | 井上美穂                                      | ベルナール・パスカル・レウルス（木曜） ニコラ・ガイヤール（金曜） | 新作                                                                       |
| 2008年度 | 後半 | 木・金 | 応用編 | 1月-3月   | オペラで学ぶ－運命の女『カルメン』を読む                                     | 川竹英克                                      | ジョジアーヌ・ピノン                                              | 新作                                                                       |
| 2009年度 | 前半 | 月-水  | 初級編 | 4月-9月   | サトシのナント留学記 〜箱でイメージ! 耳でわかる基礎文法〜                    | 小野潮                                        | ミカエル・フェリエ                                                | 新作                                                                       |
| 2009年度 | 前半 | 木・金 | 中級編 | 4月-6月   | ディアローグ三銃士 〜もっと伝わる会話術〜                                    | セドリック・リヴォー                          | 明石伸子                                                          | 2008年4月-6月の再放送                                                      |
| 2009年度 | 前半 | 木・金 | 中級編 | 7月-9月   | ディアローグ三銃士 〜もっと伝わる会話術〜                                    | セバスティアン・ジャフレド ガエル・クレピュー | 常盤遼子 西川葉澄                                                 | 2008年7月-9月の再放送                                                      |
| 2009年度 | 後半 | 月-水  | 初級編 | 10月-3月  | ナミのおいしいパリ日記                                                       | 清岡智比古                                    | レナ・ジュンタ                                                    | 2008年4月-9月の再放送                                                      |
| 2009年度 | 後半 | 木・金 | 応用編 | 10月-12月 | Racontons nos vies! 〜文法&表現力を磨こう〜                                  | 杉山利恵子                                    | ミカエル・フェリエ                                                | 新作                                                                       |
| 2009年度 | 後半 | 木・金 | 応用編 | 1月-3月   | インタビューで学ぶ会話術                                                     | 天羽均                                        | オリヴィエ・ジャメ                                                | 新作                                                                       |
| 2010年度 | 前半 | 月-木  | 初級編 | 4月-9月   | ナミの恋する東京日記                                                         | 清岡智比古                                    | レナ・ジュンタ                                                    | 新作 「ナミのおいしいパリ日記」の続編                                      |
| 2010年度 | 前半 | 金     | 応用編 | 4月-9月   | フランス文学 24人のヒーロー&ヒロイン                                         | 澤田直                                        | リリアンヌ・ラタンジオ                                            | 新作                                                                       |
| 2010年度 | 後半 | 月-水  | 初級編 | 10月-3月  | サトシのナント留学記 〜箱でイメージ! 耳でわかる基礎文法〜                    | 小野潮                                        | ミカエル・フェリエ                                                | 2009年4月-9月の再放送                                                      |
| 2010年度 | 後半 | 木・金 | 応用編 | 10月-12月 | オペラで学ぶ－運命の女『カルメン』を読む                                     | 川竹英克                                      | ジョジアーヌ・ピノン                                              | 2009年1月-3月の再放送                                                      |
| 2010年度 | 後半 | 木・金 | 応用編 | 1月-3月   | フランスの友達に語る日本                                                     | 三浦信孝                                      | ドラ・トーザン                                                    | 新作                                                                       |
| 2011年度 | 前半 | 月-水  | 初級編 | 4月-9月   | あなたにきっと起こること                                                     | 國枝孝弘                                      | パトリス・ルロワ                                                  | 新作                                                                       |
| 2011年度 | 前半 | 木・金 | 応用編 | 4月-6月   | Racontons nos vies! 〜文法&表現力を磨こう〜                                  | 杉山利恵子                                    | ミカエル・フェリエ                                                | 2009年10月-12月の再放送                                                    |
| 2011年度 | 前半 | 木・金 | 応用編 | 7月-9月   | A table! 〜文と語彙を料理する〜                                              | 井上美穂                                      | ベルナール・パスカル・レウルス（木曜） ニコラ・ガイヤール（金曜） | 2008年10月-12月の再放送                                                    |
| 2011年度 | 後半 | 月-水  | 初級編 | 10月-3月  | ナミの恋する東京日記                                                         | 清岡智比古                                    | レナ・ジュンタ                                                    | 2010年4月-9月の月-水曜の回の再放送 （木曜の回は再放送されず）              |
| 2011年度 | 後半 | 木・金 | 応用編 | 10月-12月 | La vie,au rythme des evenemnts 人生の新しい扉を開けるとき                    | 國枝孝弘                                      | パトリス・ルロワ                                                  | 新作                                                                       |
| 2011年度 | 後半 | 木・金 | 応用編 | 1月-3月   | Vivre avec simplicité 〜ドミニック流シンプルライフに学ぶ一歩先のフランス語〜 | 北村亜矢子                                    | セバスティアン・ジャフレド                                        | 新作                                                                       |
| 2012年度 | 前半 | 月-水  | 初級編 | 4月-9月   | 百合のFranceウォッチング                                                     | 藤田裕二                                      | シルヴィ・ジレ＝鈴木                                              | 新作 「さくらとジュリアンのJAPONウォッチング」の続編                       |
| 2012年度 | 前半 | 木・金 | 応用編 | 4月-6月   | フランス文学 24人のヒーロー&ヒロイン                                         | 澤田直                                        | リリアンヌ・ラタンジオ                                            | 2010年4月-9月の再放送                                                      |
| 2012年度 | 前半 | 木・金 | 応用編 | 7月-9月   | Vivre avec simplicité 〜ドミニック流シンプルライフに学ぶ一歩先のフランス語〜 | 北村亜矢子                                    | セバスティアン・ジャフレド                                        | 2012年1月-3月の再放送                                                      |
| 2012年度 | 後半 | 月-水  | 初級編 | 10月-3月  | あなたにきっと起こること                                                     | 國枝孝弘                                      | パトリス・ルロワ                                                  | 2011年4月-9月の再放送                                                      |
| 2012年度 | 後半 | 木・金 | 応用編 | 10月-3月  | 映画の話をしよう!                                                            | 梅本洋一                                      | エレオノール・マムディアン                                        | 新作                                                                       |
| 2013年度 | 前半 | 月-水  | 初級編 | 4月-9月   | Pas à pas〜ころばぬ先のフランス語入門                                        | 久松健一                                      | フロランス メルメ・オガワ                                         | 新作                                                                       |
| 2013年度 | 前半 | 木・金 | 応用編 | 4月-6月   | La vie,au rythme des evenemnts 人生の新しい扉を開けるとき                    | 國枝孝弘                                      | パトリス・ルロワ                                                  | 2011年10月-12月の再放送                                                    |
| 2013年度 | 前半 | 木・金 | 応用編 | 7月-9月   | 映画の話をしよう! フランソワ・トリュフォー                                   | 梅本洋一                                      | エレオノール・マムディアン                                        | 2012年10月-2014年3月の“映画の話をしよう!”の前編（2012年10月-12月）の再放送 |
| 2013年度 | 後半 | 月-水  | 初級編 | 10月-3月  | 百合のFranceウォッチング                                                     | 藤田裕二                                      | シルヴィ・ジレ＝鈴木                                              | 2012年4月-9月の再放送                                                      |
| 2013年度 | 後半 | 木・金 | 応用編 | 10月-12月 | 作家とともにパリ散歩                                                         | 井上櫻子                                      | ヴァンサン・ブランクール                                          | 新作                                                                       |
| 2013年度 | 後半 | 木・金 | 応用編 | 1月-3月   | Bon voyage, Manon ! 〜大阪・京都・奈良〜                                     | 福島祥行                                      | マリーヌ・ジャコブ                                                | 新作                                                                       |
| 2014年度 | 前半 | 月-水  | 入門編 | 4月-9月   | 話せるフランス語 〜文法より実践練習                                          | 大木充                                        | ジャニック・マーニュ ジャン＝フランソワ・グラヅィアニ             | 新作                                                                       |
| 2014年度 | 前半 | 木・金 | 応用編 | 4月-6月   | 作家とともにパリ散歩                                                         | 井上櫻子                                      | ヴァンサン・ブランクール                                          | 2013年10月-12月の再放送                                                    |
| 2014年度 | 前半 | 木・金 | 応用編 | 7月-9月   | Bon voyage, Manon ! 〜大阪・京都・奈良〜                                     | 福島祥行                                      | マリーヌ・ジャコブ                                                | 2014年1月-3月の再放送                                                      |
| 2014年度 | 後半 | 月-水  | 初級編 | 10月-3月  | Pas à pas〜ころばぬ先のフランス語入門                                        | 久松健一                                      | フロランス メルメ・オガワ                                         | 2013年4月-9月の再放送                                                      |
| 2014年度 | 後半 | 木・金 | 応用編 | 10月-12月 | ファッションをひもとき，時を読む                                             | 芳野まい                                      | ピエール・ジル・ドゥローム                                        | 新作                                                                       |
| 2014年度 | 後半 | 木・金 | 応用編 | 1月-3月   | そうだ，中級の準備をしよう！〜池袋より愛をこめて                             | 清岡智比古                                    | マリーヌ・ジャコブ                                                | 新作                                                                       |
| 2015年度 | 前半 | 月-水  | 入門編 | 4月-9月   | 話せるフランス語 〜文法より実践練習                                          | 大木充                                        | ジャニック・マーニュ ジャン＝フランソワ・グラヅィアニ             | 2014年4月-9月の再放送                                                      |
| 2015年度 | 前半 | 木・金 | 応用編 | 4月-6月   | ニュースで学ぶフランス語                                                     | 井上美穂                                      | ブルーノ・ペーロン                                                | 新作                                                                       |
| 2015年度 | 前半 | 木・金 | 応用編 | 7月-9月   | ニュースで知りたいフランス文化                                               | 井上美穂                                      | ヴァンサン・デュレンベルジェ                                      | 新作                                                                       |
| 2015年度 | 後半 | 月-水  | 初級編 | 10月-3月  | 話せるフランス語 〜文法より実践練習2                                         | 大木充                                        |                                                                   | 新作 「話せるフランス語 〜文法より実践練習」の続編                         |
| 2015年度 | 後半 | 木・金 | 応用編 | 10月-12月 | そうだ，中級の準備をしよう！〜池袋より愛をこめて                             | 清岡智比古                                    | マリーヌ・ジャコブ                                                | 2015年1月-3月の再放送                                                      |
| 2015年度 | 後半 | 木・金 | 応用編 | 1月-3月   | ファッションをひもとき，時を読む                                             | 芳野まい                                      | ピエール・ジル・ドゥローム                                        | 2014年10月-12月の再放送                                                    |
| 2016年度 | 前半 | 月-水  | 入門編 | 4月-9月   | ＜つながる＞フランス語                                                       | 倉舘健一                                      | クロエ・ヴィアート                                                | 新作                                                                       |
| 2016年度 | 前半 | 木・金 | 応用編 | 4月-6月   | ニュースで知りたいフランス文化                                               | 井上美穂                                      | ヴァンサン・デュレンベルジェ                                      | 2015年7月-9月の再放送                                                      |
| 2016年度 | 前半 | 木・金 | 応用編 | 7月-9月   | ニュースで学ぶフランス語                                                     | 井上美穂                                      | ブルーノ・ペーロン                                                | 2015年4月-6月の再放送                                                      |
| 2016年度 | 後半 | 月-水  | 入門編 | 10月-3月  | 話せるフランス語 〜文法より実践練習2                                         | 大木充                                        | ジャニック・マーニュ ジャン＝フランソワ・グラヅィアニ             | 2015年10月-2016年3月の再放送                                               |
| 2016年度 | 後半 | 木・金 | 応用編 | 10月-12月 | インタビューで広がるフランス語の世界                                         | 井上櫻子                                      | ヴァンサン・ブランクール                                          | 新作                                                                       |
| 2016年度 | 後半 | 木・金 | 応用編 | 1月-3月   | ガストロノミー・フランセーズ 食を語り、愛を語る                              | 芳野まい                                      | ヴァンサン・デュレンベルジェ                                      | 新作                                                                       |
| 2017年度 | 前半 | 月-水  | 入門編 | 4月-9月   | Bon voyage! 〜フランス語で旅をしよう!〜                                      | 田口亜紀                                      | トリスタン・ブルネ ベリーヌ・アラン＝ブルネ                       | 新作                                                                       |
| 2017年度 | 前半 | 木・金 | 応用編 | 4月-6月   | インタビューで広がるフランス語の世界                                         | 井上櫻子                                      | ヴァンサン・ブランクール                                          | 2016年10月-12月の再放送                                                    |
| 2017年度 | 前半 | 木・金 | 応用編 | 7月-9月   | ガストロノミー・フランセーズ 食を語り、愛を語る                              | 芳野まい                                      | ヴァンサン・デュレンベルジェ                                      | 2017年1月-3月の再放送                                                      |
| 2017年度 | 後半 | 月-水  | 入門編 | 10月-3月  | ＜つながる＞フランス語                                                       | 倉舘健一                                      | クロエ・ヴィアート                                                | 2016年4月-9月の再放送                                                      |
| 2017年度 | 後半 | 木・金 | 応用編 | 10月-12月 | Traces des rencontres franco-japonaises du passé 日仏交流さんぽ              | 姫田麻利子                                    | フランソワ・ルーセル                                              | 新作                                                                       |
| 2017年度 | 後半 | 木・金 | 応用編 | 1月-3月   | Traces des rencontres franco-japonaises du passé 日仏交流さんぽ〜全国編      | 姫田麻利子                                    | マリー＝フランソワーズ・パンジエ                                  | 新作                                                                       |
| 2018年度 | 前半 | 月-水  | 入門編 | 4月-9月   | Sautez le pas! 1歩踏み出そう!                                                | 野澤督                                        | クロエ・ヴィアート ジョルジュ・ヴェスィエール                     | 新作                                                                       |
| 2018年度 | 前半 | 木・金 | 応用編 | 4月-6月   | Traces des rencontres franco-japonaises du passé 日仏交流さんぽ              | 姫田麻利子                                    | フランソワ・ルーセル                                              | 2017年10月-12月の再放送                                                    |
| 2018年度 | 前半 | 木・金 | 応用編 | 7月-9月   | Traces des rencontres franco-japonaises du passé 日仏交流さんぽ〜全国編      | 姫田麻利子                                    | マリー＝フランソワーズ・パンジエ                                  | 2018年1月-3月の再放送                                                      |
| 2018年度 | 後半 | 月-水  | 入門編 | 10月-3月  | Bon voyage! 〜フランス語で旅をしよう!〜                                      | 田口亜紀                                      | トリスタン・ブルネ ベリーヌ・アラン＝ブルネ                       | 2017年4月-9月の再放送                                                      |
| 2018年度 | 後半 | 木・金 | 応用編 | 10月-12月 | フラぶら 〜Flânerie dans le Japon quotidien〜                                | 野澤丈二                                      | シルヴィ・ボォ                                                    | 新作                                                                       |
| 2018年度 | 後半 | 木・金 | 応用編 | 1月-3月   | Bienvenue au Japon 〜フランス語でおもてなし                                  | 井上美穂                                      | フローレンス・シュードル                                          | 新作                                                                       |
| 2019年度 | 前半 | 月-水  | 入門編 | 4月-9月   | 世界のフランコフォンと話そう!                                                | 小松 祐子                                     | ジル・デルメール                                                  | 新作                                                                       |
| 2019年度 | 前半 | 木・金 | 応用編 | 4月-6月   | フラぶら 〜Flânerie dans le Japon quotidien〜                                | 野澤丈二                                      | シルヴィ・ボォ                                                    | 2018年10月-12月の再放送                                                    |
| 2019年度 | 前半 | 木・金 | 応用編 | 7月-9月   | Bienvenue au Japon 〜フランス語でおもてなし                                  | 井上美穂                                      | フローレンス・シュードル                                          | 2019年1月-3月の再放送                                                      |
| 2019年度 | 後半 | 月-水  | 入門編 | 10月-3月  | Sautez le pas! 1歩踏み出そう!                                                | 野澤督                                        | クロエ・ヴィアート ジョルジュ・ヴェスィエール                     | 2018年4月-9月の再放送                                                      |
| 2019年度 | 後半 | 木・金 | 応用編 | 10月-3月  | フランスで「世界」と出会う                                                   | 清岡智比古                                    | フロランス メルメ・オガワ                                         | 新作                                                                       |
| 2020年度 | 前半 | 月-水  | 入門編 | 4月-6月   | マナと暮らすカンパーニュ                                                     | 大塚陽子                                      |                                                                   | 新作                                                                       |
| 2020年度 | 前半 | 月-水  | 入門編 | 7月-9月   | マナと暮らすカンパーニュ                                                     | 大塚陽子                                      | 2020年4月-6月の再放送（新型コロナウイルス感染拡大の影響）         |                                                                            |
| 2020年度 | 前半 | 木・金 | 応用編 | 4月-9月   | フランスで「世界」と出会う                                                   | 清岡智比古                                    | フロランス メルメ・オガワ                                         | 2019年10月-3月の再放送                                                     |
| 2020年度 | 後半 | 月-水  | 入門編 | 10月-12月 | マナと暮らすカンパーニュ                                                     | 大塚陽子                                      |                                                                   | 新作（2020年4月-6月の続き）                                                |
| 2020年度 | 後半 | 月-水  | 入門編 | 1月-3月   | マナと暮らすカンパーニュ                                                     | 大塚陽子                                      | 2020年10月-12月の再放送                                           |                                                                            |
| 2020年度 | 後半 | 木・金 | 応用編 | 10月-12月 | Julieのニッポン発見                                                          | 井上美穂                                      |                                                                   | 新作                                                                       |
| 2020年度 | 後半 | 木・金 | 応用編 | 1月-3月   | たずねてみよう、オペラ座の世界                                               | 井上櫻子                                      |                                                                   | 新作                                                                       |
| 2021年度 | 前半 | 月-水  | 入門編 | 4月-9月   | Momokaの薫るフランス発見の旅                                                 | 野崎夏生                                      | ジョルジュ・ヴェスィエール                                        | 新作                                                                       |
| 2021年度 | 前半 | 木・金 | 応用編 | 4月-6月   | Julieのニッポン発見                                                          | 井上美穂                                      |                                                                   | 2020年10月-12月の再放送                                                    |
| 2021年度 | 前半 | 木・金 | 応用編 | 7月-9月   | たずねてみよう、オペラ座の世界                                               | 井上櫻子                                      |                                                                   | 2021年1月-3月の再放送                                                      |
| 2021年度 | 後半 | 月-水  | 入門編 | 10月-3月  | 世界のフランコフォンと話そう!                                                | 小松祐子                                      | ジル・デルメール                                                  | 2019年4月-9月の再放送                                                      |
| 2021年度 | 後半 | 木・金 | 応用編 | 10月-3月  | オペラで学ぶドビュッシーの「ペレアスとメリザンド」を読む                     | 川竹英克                                      | ジョシアーヌ・ピノン                                              | 新作                                                                       |
| 2022年度 | 前半 | 月-水  | 入門編 | 4月-9月   | 自己表現のためのフランス語                                                   | 中條健志                                      | アントニー・ドナシメント                                          | 新作                                                                       |
| 2022年度 | 前半 | 木・金 | 応用編 | 4月-9月   | オペラで学ぶドビュッシーの「ペレアスとメリザンド」を読む                     | 川竹英克                                      | ジョシアーヌ・ピノン                                              | 2021年10月-3月の再放送                                                     |
| 2022年度 | 後半 | 月-水  | 入門編 | 10月-3月  | Momokaの薫るフランス発見の旅                                                 | 野崎夏生                                      | ジョルジュ・ヴェスィエール                                        | 2021年4月-9月の再放送                                                      |
| 2022年度 | 後半 | 木・金 | 応用編 | 10月-3月  | まどかのフランス街歩き                                                       | 大塚陽子                                      | クリスティーヌ・ロバン＝佐藤                                      | 新作                                                                       |
| 2023年度 | 前半 | 月-水  | 初級編 | 4月-9月   | CamilleとYûkiのふだん使いのフランス語                                        | 杉浦順子                                      | マリ＝ノエル・ボーヴィウ                                          | 新作                                                                       |
| 2023年度 | 前半 | 木・金 | 応用編 | 4月-9月   | まどかのフランス街歩き                                                       | 大塚陽子                                      | クリスティーヌ・ロバン＝佐藤                                      | 2022年10月-3月の再放送                                                     |
| 2023年度 | 後半 | 月-水  | 初級編 | 10月-3月  | 自己表現のためのフランス語                                                   | 中條健志                                      | アントニー・ドナシメント                                          | 2022年4月-9月の再放送                                                      |
| 2023年度 | 後半 | 木・金 | 応用編 | 10月-3月  | フランコフォニーとは何か                                                     | 西山教行                                      | ジャン＝フランソワ・グラヅィアニ                                  | 新作                                                                       |
| 2024年度 | 前半 | 月-水  | 初級編 | 4月-9月   | ゾエと学ぶフランス語                                                         | 姫田麻利子                                    | アルベリック・ドリブル                                            | 新作                                                                       |
| 2024年度 | 前半 | 木・金 | 応用編 | 4月-9月   | フランコフォニーとは何か                                                     | 西山教行                                      | ジャン＝フランソワ・グラヅィアニ                                  | 2023年10月-3月の再放送                                                     |
| 2024年度 | 後半 | 月-水  | 初級編 | 10月-3月  | CamilleとYûKiのふだん使いのフランス語                                        | 杉浦順子                                      | マリ＝ノエル・ボーヴィウ                                          | 2023年4月-9月の再放送                                                      |
| 2024年度 | 後半 | 木・金 | 応用編 | 10月-12月 | Art de la parole を学ぶ～ラ・ブリュイエールを読む                            | 逸見龍生／ロラン・スレット                    |                                                                   | 新作                                                                       |
| 2024年度 | 後半 | 木・金 | 応用編 | 1月-3月   | Art de la parole を学ぶ ～18世紀を読む                                       | 逸見龍生／クロエ・ヴィアート                  |                                                                   | 新作                                                                       |

### アンコールまいにちフランス語
| 年度     | 時期 | 曜日                                                    | レベル                                                  | 月                                                      | 題                                                                           | 講師（メイン）                                          | 講師（パートナー）                                                | 新作・再放送                                                                                       |
| -------- | ---- | ------------------------------------------------------- | ------------------------------------------------------- | ------------------------------------------------------- | ---------------------------------------------------------------------------- | ------------------------------------------------------- | ----------------------------------------------------------------- | -------------------------------------------------------------------------------------------------- |
| 2010年度 | 前半 | 月-水                                                   | 入門編                                                  | 4月-9月                                                 | さくらとジュリアンのJAPONウォッチング                                        | 藤田裕二                                                | シルヴィ・ジレ＝鈴木                                              | 2008年10月-2009年3月の「まいにちフランス語」の再放送 2007年4月-9月の「フランス語講座」の再構成     |
| 2010年度 | 前半 | 木・金                                                  | 中級編                                                  | 4月-6月                                                 | ディアローグ三銃士 〜もっと伝わる会話術〜                                    | セドリック・リヴォー                                    | 明石伸子                                                          | 2008年4月-6月の「まいにちフランス語」の再放送                                                      |
| 2010年度 | 前半 | 木・金                                                  | 中級編                                                  | 7月-9月                                                 | ディアローグ三銃士 〜もっと伝わる会話術〜                                    | セバスティアン・ジャフレド ガエル・クレピュー           | 常盤遼子 西川葉澄                                                 | 2008年7月-9月の「まいにちフランス語」の再放送                                                      |
| 2010年度 | 後半 | 2010年度 前半の「アンコールまいにちフランス語」の再放送 | 2010年度 前半の「アンコールまいにちフランス語」の再放送 | 2010年度 前半の「アンコールまいにちフランス語」の再放送 | 2010年度 前半の「アンコールまいにちフランス語」の再放送                      | 2010年度 前半の「アンコールまいにちフランス語」の再放送 | 2010年度 前半の「アンコールまいにちフランス語」の再放送           | 2010年度 前半の「アンコールまいにちフランス語」の再放送                                            |
| 2011年度 | 前半 | 月-水                                                   | 初級編                                                  | 4月-9月                                                 | サトシのナント留学記 〜箱でイメージ! 耳でわかる基礎文法〜                    | 小野潮                                                  | ミカエル・フェリエ                                                | 2009年4月-9月の「まいにちフランス語」の再放送                                                      |
| 2011年度 | 前半 | 木・金                                                  | 応用編                                                  | 4月-6月                                                 | フランス文学 24人のヒーロー&ヒロイン                                         | 澤田直                                                  | リリアンヌ・ラタンジオ                                            | 2010年4月-9月の「まいにちフランス語」の再放送                                                      |
| 2011年度 | 前半 | 木・金                                                  | 応用編                                                  | 7月-9月                                                 | インタビューで学ぶ会話術                                                     | 天羽均                                                  | オリヴィエ・ジャメ                                                | 2010年1月-3月の「まいにちフランス語」の再放送                                                      |
| 2011年度 | 後半 | 2011年度 前半の「アンコールまいにちフランス語」の再放送 | 2011年度 前半の「アンコールまいにちフランス語」の再放送 | 2011年度 前半の「アンコールまいにちフランス語」の再放送 | 2011年度 前半の「アンコールまいにちフランス語」の再放送                      | 2011年度 前半の「アンコールまいにちフランス語」の再放送 | 2011年度 前半の「アンコールまいにちフランス語」の再放送           | 2011年度 前半の「アンコールまいにちフランス語」の再放送                                            |
| 2012年度 | 前半 | 月-水                                                   | 入門編                                                  | 4月-9月                                                 | さくらとジュリアンのJAPONウォッチング                                        | 藤田裕二                                                | シルヴィ・ジレ＝鈴木                                              | 2008年10月-2009年3月の「まいにちフランス語」の再放送 2007年4月-9月の「フランス語講座」の再構成     |
| 2012年度 | 前半 | 木・金                                                  | 応用編                                                  | 4月-6月                                                 | Racontons nos vies! 〜文法&表現力を磨こう〜                                  | 杉山利恵子                                              | ミカエル・フェリエ                                                | 2009年10月-12月の「まいにちフランス語」の再放送                                                    |
| 2012年度 | 前半 | 木・金                                                  | 応用編                                                  | 7月-9月                                                 | La vie,au rythme des evenemnts 人生の新しい扉を開けるとき                    | 國枝孝弘                                                | パトリス・ルロワ                                                  | 2011年10月-12月の「まいにちフランス語」の再放送                                                    |
| 2012年度 | 後半 | 2012年度 前半の「アンコールまいにちフランス語」の再放送 | 2012年度 前半の「アンコールまいにちフランス語」の再放送 | 2012年度 前半の「アンコールまいにちフランス語」の再放送 | 2012年度 前半の「アンコールまいにちフランス語」の再放送                      | 2012年度 前半の「アンコールまいにちフランス語」の再放送 | 2012年度 前半の「アンコールまいにちフランス語」の再放送           | 2012年度 前半の「アンコールまいにちフランス語」の再放送                                            |
| 2013年度 | 前半 | 月-水                                                   | 初級編                                                  | 4月-9月                                                 | ナミの恋する東京日記                                                         | 清岡智比古                                              | レナ・ジュンタ                                                    | 2010年4月-9月の「まいにちフランス語」月-水曜の回の再放送 （木曜の回は再放送されず）                |
| 2013年度 | 前半 | 木・金                                                  | 応用編                                                  | 4月-6月                                                 | Vivre avec simplicité 〜ドミニック流シンプルライフに学ぶ一歩先のフランス語〜 | 北村亜矢子                                              | セバスティアン・ジャフレド                                        | 2012年1月-3月の「まいにちフランス語」の再放送                                                      |
| 2013年度 | 前半 | 木・金                                                  | 応用編                                                  | 7月-9月                                                 | 映画の話をしよう!                                                            | 梅本洋一                                                | エレオノール・マムディアン                                        | 2012年10月-2014年3月の“映画の話をしよう!”の後編（2013年1月-3月）の再放送                           |
| 2013年度 | 後半 | 2013年度 前半の「アンコールまいにちフランス語」の再放送 | 2013年度 前半の「アンコールまいにちフランス語」の再放送 | 2013年度 前半の「アンコールまいにちフランス語」の再放送 | 2013年度 前半の「アンコールまいにちフランス語」の再放送                      | 2013年度 前半の「アンコールまいにちフランス語」の再放送 | 2013年度 前半の「アンコールまいにちフランス語」の再放送           | 2013年度 前半の「アンコールまいにちフランス語」の再放送                                            |
| 2014年度 | 前半 | 月-水                                                   | 初級編                                                  | 4月-9月                                                 | 百合のFranceウォッチング                                                     | 藤田裕二                                                | シルヴィ・ジレ＝鈴木                                              | 2012年4月-9月の「まいにちフランス語」の再放送                                                      |
| 2014年度 | 前半 | 木・金                                                  | 応用編                                                  | 4月-6月                                                 | 映画の話をしよう! フランソワ・トリュフォー                                   | 梅本洋一                                                | エレオノール・マムディアン                                        | 2012年10月-2013年3月の「まいにちフランス語」の“映画の話をしよう!”の前編（2012年10月-12月）の再放送 |
| 2014年度 | 前半 | 木・金                                                  | 応用編                                                  | 7月-9月                                                 | A table! 〜文と語彙を料理する〜                                              | 井上美穂                                                | ベルナール・パスカル・レウルス（木曜） ニコラ・ガイヤール（金曜） | 2008年10月-12月の「まいにちフランス語」の再放送                                                    |
| 2014年度 | 後半 | 2014年度 前半の「アンコールまいにちフランス語」の再放送 | 2014年度 前半の「アンコールまいにちフランス語」の再放送 | 2014年度 前半の「アンコールまいにちフランス語」の再放送 | 2014年度 前半の「アンコールまいにちフランス語」の再放送                      | 2014年度 前半の「アンコールまいにちフランス語」の再放送 | 2014年度 前半の「アンコールまいにちフランス語」の再放送           | 2014年度 前半の「アンコールまいにちフランス語」の再放送                                            |

## テーマ曲
- 2008年度
  - ファーギー「Paradise」
- 2024年度
  - ポム「Même robe qu'hier」